# Otto ter Haar
Mr. Otto Boudewijn ter Haar (Hilversum, 9 augustus 1943 – Laren (Noord-Holland), 29 september 2016) was een Nederlands hockeyer.

## Biografie
Ter Haar speelde in de jaren 60 in totaal 24 interlands voor de Nederlandse hockeyploeg. De aanvaller maakte deel uit van de selectie die deelnam aan de Olympische Spelen 1968 in Mexico-Stad, waar een vijfde plaats werd behaald. In de Nederlandse competitie speelde Ter Haar in het shirt van de Hilversumsche Mixed Hockey Club. Ter Haar had in het dagelijks leven een eigen adviesbureau.

## Persoonlijk
Ter Haar was lid van het in het Nederland's Patriciaat opgenomen geslacht Ter Haar en een zoon van Jacob Everard ter Haar (1897-1951) en Maria Louise van Hengel (1897-1991); hij is de jongste broer van Jaap ter Haar (1922-1998) en daarmee de oom van Saskia en Jeroen. Hij was van 1967 tot 1991 getrouwd met Elsa Henriëtte barones van Slingelandt (1944-2017), lid van de familie Van Slingelandt, met wie hij drie kinderen kreeg.
Joost Boks · 
Aart Brederode · 
Edo Buma · 
Sebo Ebbens · 
John Elffers · 
Jan Piet Fokker · 
Otto ter Haar · 
Gerard Hijlkema · 
Arie de Keyzer · 
Ewald Kist · 
Tippy de Lanoy Meijer · 
Frans Spits · 
Heiko van Staveren · 
Theo Terlingen · 
Kik Thole · 
Theo van Vroonhoven · 
Piet Weemers ·
Coach: Piet Bromberg